# Trox aequalis
Trox aequalis là một loài bọ cánh cứng trong họ Trogidae.

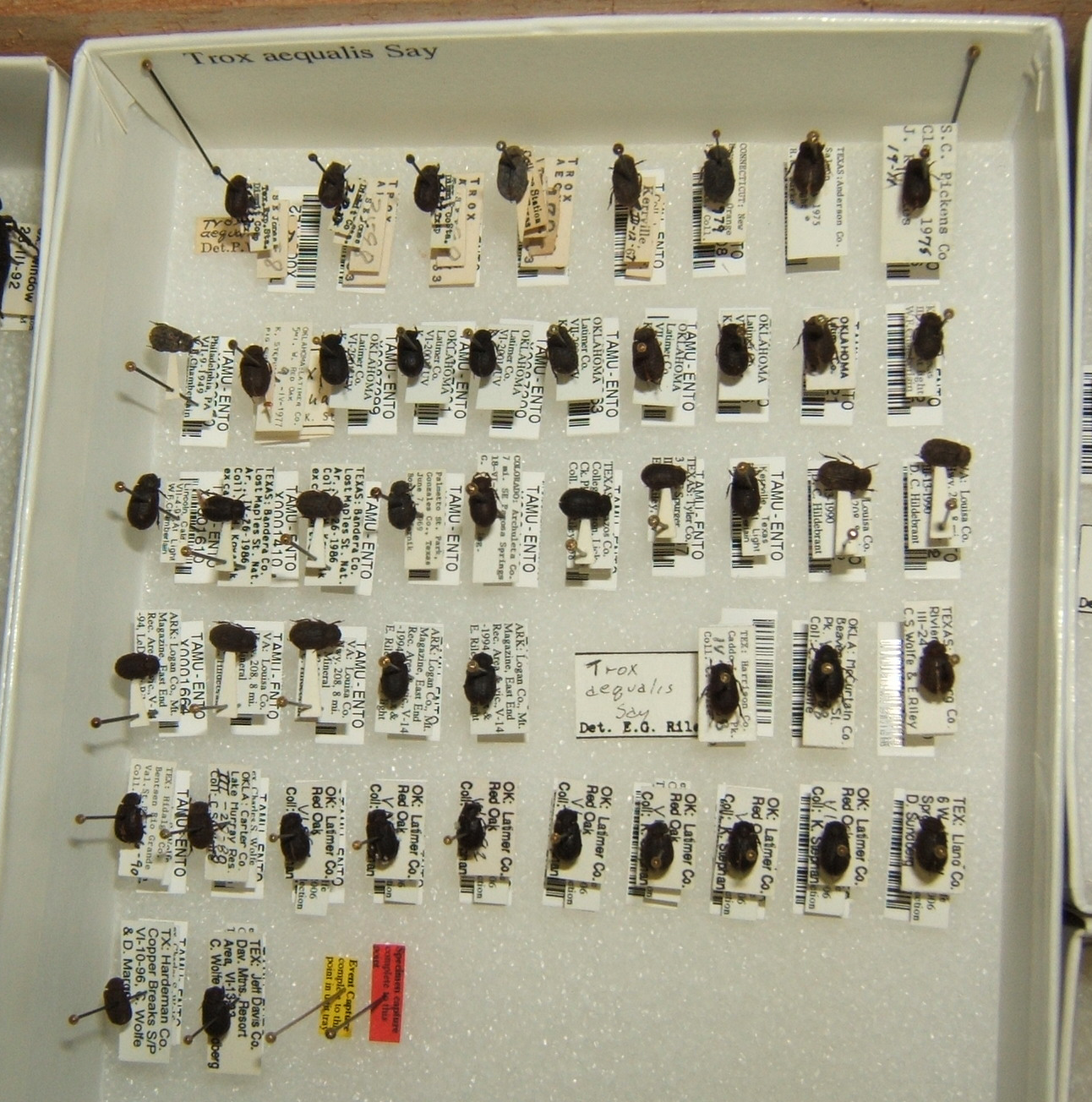
Trox aequalis variation